# تشارلز غيبونز (رسام)
تشارلز غيبونز هو رسام كندي، ولد في 1 يونيو 1957 في مونتريال في كندا.